# Gis-majeur
Gis-majeur of Gis-groot (afkorting: Gis) is een toonsoort met als grondtoon gis.

## Toonladder
De voortekening telt acht kruisen: cis, gis, dis, aïs, eïs en bis en fisis. Het is de parallelle toonaard van eïs-mineur. De enharmonisch gelijke toonaard van Gis-majeur is As-majeur